# 扎克·斯塔布利特-庫克
扎克·斯塔布利特-庫克（1999年1月4日—）是澳洲的一位游泳運動員。他參加了2019年世界游泳錦標賽男子200公尺蛙式的比賽以及2020年夏季奧林匹克運動會男子100公尺和200公尺蛙式的比賽。